# Rules Changed Up
Rules Changed Up – debiutancki album polskiego muzyka – Piotra Lisieckiego. Został wydany przez EMI Music Poland 27 kwietnia 2011.
Tydzień po premierze album zadebiutował na ósmym miejscu na liście najlepiej sprzedających się płyt w Polsce i osiągnął status złotej płyty.

## Lista utworów
1. „Cała moja”
2. „Gra o wszystko”
3. „Skazani na siebie”
4. „Ikar płonie”
5. „To miasto jest złe”
6. „Każda chwila sprawia radość”
7. „Tam gdzie cichną rozmowy”
8. „Lost”
9. „Ain't No Sunshine”
10. „Jolene”